# Croixdalle
Croixdalle – miejscowość i gmina we Francji, w regionie Normandia, w departamencie Sekwana Nadmorska.
Według danych na rok 1990 gminę zamieszkiwały 232 osoby, a gęstość zaludnienia wynosiła 21 osób/km² (wśród 1421 gmin Górnej Normandii Croixdalle plasuje się na 673. miejscu pod względem liczby ludności, natomiast pod względem powierzchni na miejscu 291.).